# Kempt
Die Kempt ist ein 221⁄2 Kilometer langer und linker Zufluss der Töss im Schweizer Kanton Zürich. Neben der Eulach ist sie einer der grössten Zuflüsse der Töss.

## Name
Der Fluss wurde im Jahr 1293 erstmals schriftlich als «an der Kemtün» erwähnt. Er ist nach Kempten ZH, einem Ortsteil von Wetzikon benannt, der aber nicht von ihr durchflossen wird; sie entspringt in etwa anderthalb Kilometer Entfernung.
Der antike, gallo-römische Name von Kempten ist Cambodunum nach einem keltischen oder allenfalls vorkeltischen Gewässernamen Kambā, «die Krumme» und der Endung -dunum. Der Name Luppmen für den Oberlauf leitet sich vom germanischen *lugna-, *lugni- für «ruhig, still» ab.
Die Kempt ist nicht zu verwechseln mit dem nach Kempten benannten Chämtnerbach, dem grössten Zufluss des Pfäffikersees.

## Verlauf

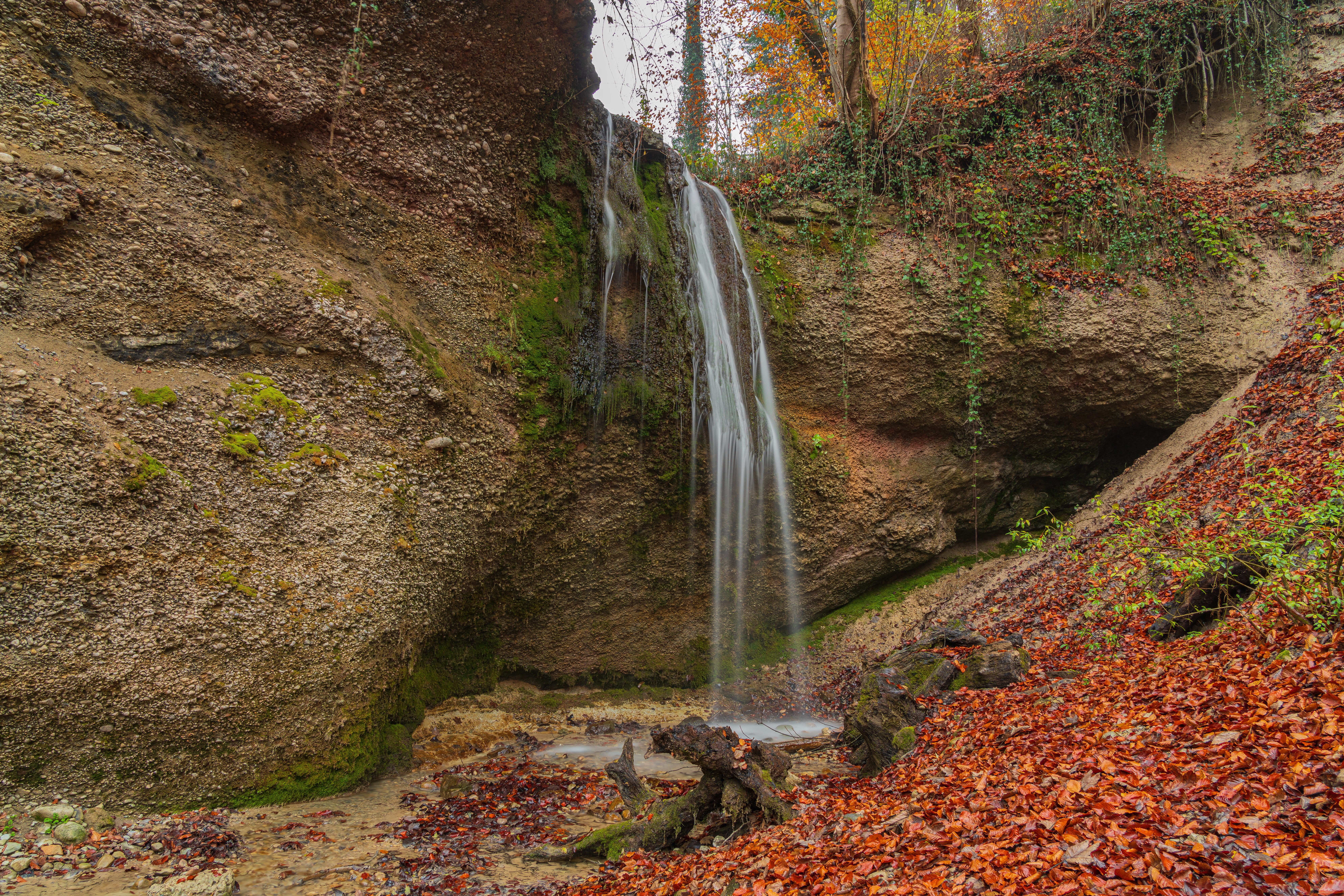
Wasserfall am Oberlauf bei Pfäffikon

Der Fluss entspringt mit seinem hydrologischen Hauptarm nördlich von Bäretswil im Feuchtgebiet Grabenriet am Westhang der Höchi. Das Quellgebiet ist als Flachmoor von nationaler Bedeutung ausgewiesen. Dieser Quellbach im Oberlauf der Kempt wird Luppmen genannt, ebenso wie die kleine Siedlung am Bach unterhalb des Waldgebiets. Im bewaldeten Bachgraben liegen die künstlichen Luppmenweiher. Der Staudamm des unteren Luppmenweihers wurde um 1876 gebaut.
Der kleine Fluss nimmt mehrere vom Stoffel kommende Bäche auf, durchquert das Dorf Hittnau und verläuft danach durch das Tobel, wo der Tobelweiher angelegt ist. Dem Bachlauf folgt eine Teilstrecke der «Guyer-Zeller-Wanderwege». In der Talniederung verläuft der Bach nördlich an Pfäffikon ZH vorbei nach Fehraltorf. Vor dieser Ortschaft wird er von der Hauptstrasse 345 überquert.
Unterhalb von Fehraltorf heisst der Bach «Kempt». Diese fliesst weiter nordwestlich nach Illnau und danach durch ihr enges Flusstal, wo wieder mehrere Seitenbäche einmünden. Nordöstlich von Effretikon wird sie von der Bahnstrecke Zürich–Winterthur und bei Kemptthal erneut von der Hauptstrasse 345 überquert. 1861 erstand Michael Maggi die Hammermühle im Kemptthal. Sein Sohn Julius Maggi begründete dort 1869 die Maggi-Werke. Im engen Kemptthal liegen die Bahnstrecke, die Hauptstrasse 1 und die Autobahn A1 nahe neben dem Fluss, der von diesen Verkehrsträgern mehrmals auf grossen Brücken überquert wird. Am Fusse des Eschenbergs mündet die Kempt auf Winterthurer Gemeindegebiet nach rund 20 Kilometern in die Töss. Kurz vor der Mündung liegt der 1888 angelegte Kemptweiher.

## Wasserqualität
Noch um 1977–79 wies das Wasser der Kempt bei Ammonium, Nitrit, Phosphat, Gesamtphosphor, BSB5 und DOC zu hohe Belastungen auf. Dies besserte sich jedoch, sodass heute (2012/13) fast alle Werte gut beziehungsweise beim Nitrat genügend sind.